# Giovanna Melandri
Giovanna Melandri (New York, 28 gennaio 1962) è una politica, economista e ambientalista italiana con cittadinanza statunitense, deputata alla Camera dal 15 aprile 1994 al 13 novembre 2012, Ministra per i beni e le attività culturali dal 21 ottobre 1998 all'11 giugno 2001 nei governi D'Alema I, II e Amato II e Ministro per le politiche giovanili e le attività sportive dal 17 maggio 2006 all'8 maggio 2008 nel governo Prodi II.
Dal 2012 al 2022 è stata presidente della Fondazione MAXXI, Nel 2012 ha fondato diHuman Foundation della quale è Presidente, e Social Impact agenda per l'Italia. E' tra i fondatori di GSG Impact, la cabina di regia interazionale degli Impact Investor.

## Biografia

### Famiglia e studi
Nata a New York, è sorella maggiore della sceneggiatrice Francesca Melandri e cugina del giornalista Giovanni Minoli. In ragione della sua nascita a New York è anche cittadina statunitense.
Ha studiato al liceo dell’Istituto Santa Giuliana Falconieri di Roma. Allieva di Federico Caffè, si è laureata "cum laude" in politica economica all'Università di Roma, discutendo una tesi sulla Reaganomics. Nel 2000 ha ricevuto la Laurea honoris causa da parte dell'università americana John Cabot University di Roma. È bilingue italiano/inglese, ha un'ottima conoscenza del francese e una discreta padronanza del tedesco. Nel febbraio 2014, in virtù dell'attività di promozione e ricerca sui temi della qualità architettonica, è stata insignita del premio di "Architetto ad honorem" dal Consiglio nazionale degli architetti.

### Attività professionali
Dal 1983 al 1987 ha lavorato all'Ufficio Studi della Montedison coordinando un gruppo di ricerca sulla politica industriale e l'innovazione tecnologica.
Dal 1988 al 1994 è stata Responsabile dell'Ufficio Internazionale di Legambiente, coordinatrice del relativo Comitato scientifico e componente della segreteria Nazionale. Dal 1988 al 1993 ha curato il Rapporto Annuale sullo stato dell'ambiente Ambiente Italia. Nell'edizione del 1989 si lanciava per la prima volta l'allarme per il climate change. Nel 1990 è stata membro della delegazione italiana alla Conferenza di Bergen sullo Sviluppo sostenibile, indetta dal Primo ministro norvegese, Gro Harlem Brundtland. Ha fatto parte della delegazione italiana alla Conferenza ONU di Rio de Janeiro su Ambiente e Sviluppo del 1992, durante la quale ha seguito i lavori preparatori della Convenzione sul Clima e della Convenzione sulla biodiversità.
Dal marzo 2012 è fondatrice e presidente di Human Foundation che promuove un nuovo modello di impact economy a sostegno dell'impresa e della finanza d'impatto in Italia, nel cui Advisory Board siedono tra gli altri: Muhammad Yunus, Jacques Attali, John Podesta, Gunter Pauli, Bunker Roy, Stefano Zamagni, Massimo Recalcati, Enrico Giovannini, Aldo Bonomi, Francesco Starace, Paolo Benanti
È presidente di Social Impact Agenda per l'Italia, che raccoglie gli stakeholders (imprese sociali, banche, fondazioni bancarie, ecc.) impegnati nella crescita degli investimenti a impatto sociale nel mercato italiano.
Nel 2013, il Presidente del Consiglio Italiano la nomina Presidente della "Social Impact Investment Taskforce" del G7, coordinata da Sir Ronald Cohen. Partecipa alla redazione del rapporto internazionale "Impact Investment: The Invisible Heart of Markets" e coordina la stesura del rapporto italiano "La finanza che include: gli investimenti ad impatto sociale per una nuova economia”
Nel 2014 è tra i promotori e fondatori del GSG, il Global Steering Group for Impact Investment (www.gsgii.org), il movimento oggi presente in oltre 77 Paesi che riunisce le organizzazioni leader mondiali della finanza e degli investimenti ad impatto; nel 2018 entra nell'Executive Board del GSG e nel 2020 ne diventa global ambassador.
Nel 2021 partecipa, nel contesto della presidenza italiana del G20, in rappresentanza del GSG, alla task force su Finanza e Infrastruttura del Business 20.
Da maggio 2018 siede nel Board of Trustees del Global Steering Group for Impact Investment (GSG), il network mondiale della finanza a impatto, in cui rappresenta l'Italia e l'Europa.
A ottobre 2012 è stata nominata, dal Ministro per i beni e le attività culturali Lorenzo Ornaghi, alla presidenza della "Fondazione MAXXI - Museo nazionale delle Arti del XXI secolo", assumendone la guida anche con funzioni esecutive. Negli anni della sua presidenza, il MAXXI ha aumentato il proprio bilancio e il numero dei visitatori di oltre il 100%, avviato rapporti di collaborazione internazionale con le più importanti istituzioni culturali, incrementato costantemente con nuove acquisizioni la Collezione Nazionale (il cui valore è oggi sei volte di quello iniziale), avviato e consolidato importanti partnership. Nel 2022 ha avviato il progetto del Grande MAXXI, ispirato alla New European Bauhaus e nello stesso anno Ursula von der Leyen ha scelto il MAXXI per l'apertura ufficiale del primo Festival Internazionale The New European Bauhaus.
Il 25 aprile 2024 entra nel CdA di Kering con il ruolo di presidente del comitato di sostenibilità.

### Attività istituzionale e politica

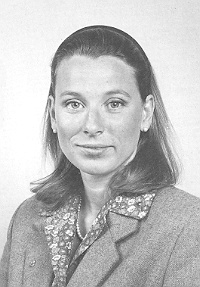
Melandri eletta alla Camera dei deputati nel 1994

Dal 1994 al 2012 è stata eletta alla Camera dei deputati, facendo parte della direzione del Partito Democratico della Sinistra e poi del PD dal 1992 al 2013.
Nella XII legislatura (1994-1996) è stata membro della Commissione Esteri, presiedendo il Comitato per i Diritti Umani e seguendo i lavori della Commissione speciale Infanzia. È stata tra le promotrici della legge contro la violenza sessuale e ha coordinato l'intergruppo di lavoro sulla bioetica (seguendo l'iter delle leggi sui trapianti e sulla procreazione assistita).
Nella XIII legislatura (1996-1998) è stata membro della Commissione Cultura. Ha presentato proposte di legge in materia di adozioni, bioetica, fecondazione assistita e divieto di estradizione verso i paesi che praticano la pena di morte. Sui temi della comunicazione ha presentato numerose proposte di legge in materia di editoria, di riforme delle TLC, di nuovi criteri per la nomina e il funzionamento degli organi di governo della Rai e di misure per favorire l'amicizia tra bambini e televisione. Ha fatto parte della delegazione ufficiale del Parlamento italiano ai lavori del primo Forum Mondiale sulla Televisione organizzato dall'ONU nel novembre del 1997.
Nel 1998 è stata nominata Ministro per i beni e le attività culturali con delega allo Sport. Sotto la sua responsabilità, le politiche culturali italiane hanno avuto la quota maggiore di risorse pubbliche mai raggiunte (circa 3 miliardi di euro) e sono state introdotte le prime misure di fiscalità di vantaggio per gli investimenti in cultura. In quegli anni sono stati realizzati molti cantieri di restauro grazie all'introduzione di fonti straordinarie di finanziamento (es. Fondi del Lotto) e avviate politiche per l'arte contemporanea e l'architettura.
Ha promosso, nel 1999 a Firenze, di concerto con il presidente della Banca Mondiale James Wolfensohn e la First Lady Hillary Clinton, il forum internazionale "Culture Counts Financing Resources and the Economics of Culture and Sustainable Development". Ha partecipato nel 2000 come unica rappresentante europea alla White House Conference on Culture and Diplomacy, promossa dal Presidente Clinton.
Nella XIV legislatura (2001-2006) è stata membro della 3ª Commissione Affari esteri e comunitari, della delegazione parlamentare italiana presso il Consiglio d'Europa e la UEO e della Commissione di Vigilanza Rai, presentando proposte di legge in materia di cinema, promozione del libro e della lettura, tutela e promozione dei beni culturali.

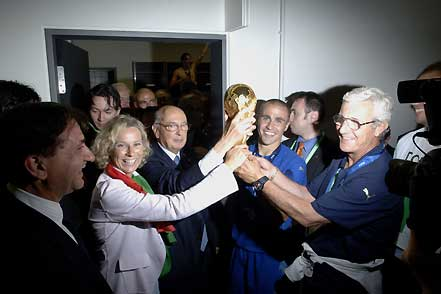
Melandri col Presidente della Repubblica Giorgio Napolitano e la nazionale di calcio italiana che festeggiano la quarta vittoria del loro titolo mondiale

Nella XV legislatura, (2006-2008), è stata nominata Ministro per le politiche giovanili e le attività sportive. In questa veste ha lanciato il programma di sostegno a imprese giovanili "Giovani Idee cambiano l'Italia", ha siglato l'intesa con l'ABI per il programma "Diamogli Credito", ha istituito il Fondo per le politiche Giovanili e ha costituito il Fondo per lo Sport per tutti. Ha costituito d'intesa con il Ministro dell’interno, Giuliano Amato, la prima consulta giovanile per il dialogo interreligioso, e ha attivamente partecipato nel 2005 all'Alliance For Civilization promossa dai Primi Ministri di Turchia e Spagna.
Nella XVI legislatura (2008-2013) è membro della Commissione VII della Camera dei deputati (Cultura, scienza e istruzione) e della Commissione di Vigilanza RAI.

## Altre attività
- Ha promosso nel 1990, assieme ad altre 50 donne, "Emily in Italia", associazione per sostenere la presenza di donne nelle istituzioni.
- Ha fondato nel 1994 "Madre Provetta", un'associazione nata sui temi della bioetica e della riproduzione medicalmente assistita, di cui è stata fino al 1998 la presidente.
- Dal giugno 2013 è stata nominata dalla Presidenza del Consiglio dei ministri membro della delegazione italiana della Social Impact Investment taskforce promossa dal G8 sotto la presidenza UK e coordinata da Sir Ronald Cohen.
- Dal dicembre 2013 al settembre 2015, ha rappresentato l'Advisory Board italiano della Social Impact Investment taskforce del G8 a cui partecipano le principali istituzioni finanziarie, imprese sociali e investitori istituzionali italiani impegnati nel settore della finanza d'impatto.
- Ha insegnato al Master on Social Entrepreneurships presso l'Università Cattolica di Milano.
- Da settembre 2014 fa parte di Women for Expo, una Rete Mondiale di donne per "Nutrire il pianeta".
- Nel 2015 è membro del CRIS, il Comitato di Riflessione e Indirizzo Strategico, promosso dal Ministero degli affari esteri e della cooperazione internazionale, occupandosi dei temi della diplomazia culturale.
- Da anni è impegnata nella diffusione del dialogo interreligioso, promosso dal cardinal Gianfranco Ravasi e dal Cortile dei Gentili.
- Collabora con la Fondazione My Life Design che, insieme a Human Foundation, ha promosso a marzo 2017 la Giornata Mondiale del Perdono.
- Fa parte del Comitato Scientifico della European Environment Foundation.
- È membro del Comitato Scientifico Cittaslow, il network internazionale di città che si impegna a migliorare la vita dei cittadini e diffondere la filosofia di Slow Food.
- Dal 2017 al 2022 ha fatto parte del Consiglio di Amministrazione della Fondazione Palazzo Albizzini - Collezione Burri.
- Dal 2021 è membro del Comitato Consultivo Italia di Unicredit.

## Lauree honoris causa
- John Cabot University (Italia, 2000)
- Architetto ad honorem (Consiglio nazionale degli architetti, 2014)

## Principali pubblicazioni
- World Watch Magazine, dal 1986 al 1991 ha curato la versione italiana del bimestrale del Worldwatch Institute diretto da Lester Brown
- Ambiente Italia, dal 1989 al 1994, rapporto annuale di Legambiente, edito da Mondadori
- Ha collaborato al blog "Che Futuro"
- Ha scritto su Policy Network, il mensile dell'alleanza dei progressisti lanciata da Tony Blair
- Ha fatto parte del comitato di Direzione della rivista La Nuova Ecologia
- Digitalia, l'ultima rivoluzione, pubblicato nel 1998 da Reset
- Cultura Paesaggio Turismo. Politiche per un New Deal della bellezza italiana pubblicato nel 2006 da Gremese, con la prefazione di Romano Prodi
- Come un chiodo. Le ragazze, la moda, l'alimentazione, pubblicato nel 2007 da Donzelli
- È tra le dieci personalità intervistate da Maria Cristina Origlia in Questione di merito. Dieci proposte per l'Italia, Guerini e Associati, 2020.
- Scrive regolarmente su Huffington post, Vita e Corriere Buone Notizie
- Firma la rubrica Impact Economy su Repubblica Affari&Finanza
- Come ripartire, pubblicato nel 2022, ed. il Melangolo.